# Toshio Irie
Toshio Irie (Japón, 5 de noviembre de 1911-8 de mayo de 1974) fue un nadador japonés especializado en pruebas de estilo espalda, donde consiguió ser subcampeón olímpico en 1932 en los 100 metros.

## Carrera deportiva
En los Juegos Olímpicos de Los Ángeles 1932 ganó la medalla de plata en los 100 metros estilo espalda con un tiempo de 1:09.8 segundos, tras su compatriota Masaji Kiyokawa (oro con 1:08.6 segundos) y por delante de otro paisano japonés Kentaro Kawatsu.